# ريتشارد لورانس
ريتشارد لورانس (بالإنجليزية: Richard Lawrence)‏ هو سياسي أمريكي، ولد في 1942. حزبياً، نشط في الحزب الجمهوري. وقد انتخب عضو مجلس نواب فيرمونت.